# Virginia Marshall
Pour les articles homonymes, voir Marshall.
Virginia Elizabeth Marshall (1er octobre 1918 - 30 janvier 1982), également connue sous le nom de Little Virginia Marshall, est une enfant actrice américaine à l'ère du cinéma muet entre 1924 et 1930.

## Filmographie
- 1924 : Romance of the Wasteland
- 1925 : Lazybones
- 1925: Daddy's Gone A-Hunting
- 1925: An Enemy of Men
- 1925 : East Lynne d'Emmett J. Flynn
- 1926 : Silence
- 1926: My Own Pal